# Inżynieria zgody
Inżynieria zgody (ang. The Engineering of Consent) – esej Edwarda Bernaysa po raz pierwszy opublikowany w 1947 roku, a w formie książkowej w 1955 roku.

## Esej
W 1947 roku Edward Bernays napisał esej zatytułowany Inżynieria zgody, który pojawił się w kronikach Amerykańskiej akademii politycznych i nauk społecznych. Obserwacje autora w eseju są następujące:
- USA przekształciły się w mały pokój, gdzie pojedynczy szept nasila się tysiące razy.
- Istnieją dwa rodzaje mediów: komercyjne i zorganizowana grupa systemów informacyjnych.
- Dzisiejsi przywódcy stali się bardziej odlegli fizycznie od społeczeństwa, ale w tym samym czasie, społeczeństwo ma o wiele szersze możliwości zapoznania się z tymi przywódcami przez system nowoczesnych metod komunikacji. Wzmocnienie wpływu środków masowego przekazu było możliwe ze względu na szerokie i bardzo szybkie rozprzestrzenienie się umiejętności czytania i pisania.
- Z pomocą specjalistów, którzy specjalizują się w obsłudze kanałów komunikacji, [niektórym liderom] udało się osiągnąć celowo i naukowo to, co nazywamy "inżynierią zgody".
- Wolność prasy, słowa, petycji i zgromadzeń, wolności, które składają się na inżynierię ewentualnej zgody, są jednymi z najbardziej cenionych gwarancji, zawartymi w Konstytucji Stanów Zjednoczonych.
- W żadnym wypadku inżynieria zgody nie powinna zastępować lub wypierać systemu edukacyjnego, czy to oficjalne czy nieoficjalne, w osiągnięciu zrozumienia ludzi jako podstawy dla swoich działań. Inżynieria zgody często uzupełnia proces nauczania.
- Główna funkcja [w tym zawodzie] jest obiektywna analiza i realna ocena pozycji klienta w stosunku do społeczeństwa, i doradztwo w zakresie niezbędnych korekt w stosunku do swojego klienta i podejścia do społeczeństwa.
- Należy pamiętać oczywiście, że dobra wola, podstawa dostosowania, może być osiągnięta w dłuższej perspektywie tylko przez tych, których czyny to uzasadniają. Odpowiedzialność zawodowa doradcy public relations zobowiązuje do wspierania tylko tych pomysłów, które może szanować, a nie promować czy przyjmować zleceń klientów uważa za antyspołecznych.
- Podobnie jak w inżynierii, należy wykonać studium wykonalności, i zaplanować budżet.
- Inżynier zgody musi być dobrze wyposażony w fakty, z prawdami, z dowodami, zanim wystąpi przed publicznością.
- Społeczne poglądy, idee, założenia i uprzedzenia powstają w wyniku określonych oddziaływań. Musimy starać się dowiedzieć jakie one są w każdej sytuacji, w której przyjdzie nam pracować.
- Demokratyczne społeczeństwo to właściwie tylko luźny zbiór tworzących je grup...Do oddziaływania na społeczeństwo, inżynier zgody współpracuje z liderami grup i twórcami opinii na każdym poziomie.
- Badanie daje odpowiednik mapy drogowej podróżnika.
- Wprawienie w ruch szerokiej działalności, której sukces zależy od tego, jak połączy się wszystkie etapy i elementy proponowanej strategii, realizowanej taktyki, które są planowane do momentu osiągnięcia maksymalnej skuteczności.
- Rozwijanie zdarzeń i okoliczności, które nie są rutynowymi jest jedną z podstawowych funkcji inżyniera zgody.